# جکی والورسکی
جکی والورسکی (به انگلیسی: Jackie Walorski) نمایندهٔ حوزه انتخابیه دوم ایندیانا از حزب جمهوری‌خواه ایالات متحده آمریکا در مجلس نمایندگان ایالات متحده آمریکا بود که برای نخستین‌بار در ۶ ژانویه ۲۰۱۳ میلادی به‌عضویت این مجلس درآمد. در تاریخ ۳ اوت ۲۰۲۲ خودروی حامل جکی والورسکی به همراه دو سرنشین دیگر در نزدیکی شهر ناپانی ایالت ایندیانا با خودروی دیگری برخورد کرد که این حادثه منجر به کشته شدن والورسکی گردید.

## مرگ
در ۳ اوت ۲۰۲۲، چهار نفر از جمله والورسکی در یک تصادم خودرو رو در رو با خودرویی در نزدیکی ناپانی، ایندیانا کشته شدند. راننده وسیله نقلیه دیگر و دو نفر دیگر در وسیله نقلیه والورسکی نیز جان باختند: مدیر ارتباطات او، اما تامسون، و مدیر منطقه او، زکری پاتس. در ابتدا گزارش کردند که یک خودروی شمالی در جاده ایالتی ۱۹ به چپ منحرف شد و با خودروی والورسکی که به سمت جنوب حرکت می‌کرد برخورد کرد، اما پلیس بعداً این اظهارات را پس گرفت و گفت که خودروی والورسکی که توسط پاتس هدایت می‌شد از خط مرکزی عبور کرده‌است. به دلایل نامعلوم. این برخورد در نزدیکی تقاطع با جاده ایالتی ۱۱۹ رخ داد.